# Heemtuin Zaandam
De Heemtuin Zaandam ligt in het Burgemeester In 't Veldpark te Zaandam, aan de noordwest kant. De heemtuin is door een hek van het park afgescheiden, maar is regelmatig voor het publiek geopend. Er zijn drie toegangsmogelijkheden, waaronder een aan de Jacob Willemszoonstraat.
In de Heemtuin zijn een kruidentuin en voorbeeldtuinen te zien. Verder is er rietland met een vijver en sloot met moerassige oevervegetatie aanwezig en ook droog en vochtig hooiland. In een ander deel is een loofbos met eik, beuk en haagbeuk aangelegd en ook een dennenbosje. Verder zijn er een insectenmuur, een aquarium en een bijenstal.

## Geschiedenis
De Heemtuin ontstond in 1954 tijdens de aanleg van het Burgemeester In 't Veldpark. Bij het opspuiten van het gebied bezweek een damwand waarna een spoelgat ontstond. Dit is toen benut om er een heemtuin aan te leggen. Er zijn enkele biotopen aangelegd zoals die in Nederland voorkomen, waaronder rietland. De heemtuin is in 1955 geopend. Sinds 2012 werd de tuin uitgebreid tot 1,7 hectare, de doelstelling 'educatieve natuurtuin' kreeg zo meer ruimte. Er werden drie voorbeeldtuinen aangelegd, een vlindertuin, een vijvertuin en een vogeltuin met vogelbosje. Een muur gemetseld van oude stenen ging ruimte bieden aan specifieke muurvegetatie.

## Beheer
Met maaien, snoeien en wieden wordt aan een gevarieerde natuurtuin gestalte gegeven. De waterhuishouding is regelbaar door middel van sluisjes. Vijver en sloot worden indien noodzakelijk uitgebaggerd. Er is een grondwatermeter aanwezig. Er zijn professionele tuinlieden en een grote groep vrijwilligers.

## Activiteiten
Naast bezoek aan de reigerkolonie in het voorjaar, worden er educatieve activiteiten georganiseerd zoals lessen en speurtochten voor basisschoolleerlingen. Een thema is 'eten uit de natuur', er is een biodiversiteitsdag en rondleidingen met thema’s als stinzenplanten, vogels in de tuin en heksenkruiden. Verder is er verkoop van- en voorlichting over inheemse beplanting en voorlichting over de aanleg van een eigen natuurrijke tuin. Er komen enige tienduizenden bezoekers per jaar.

## Afbeeldingen

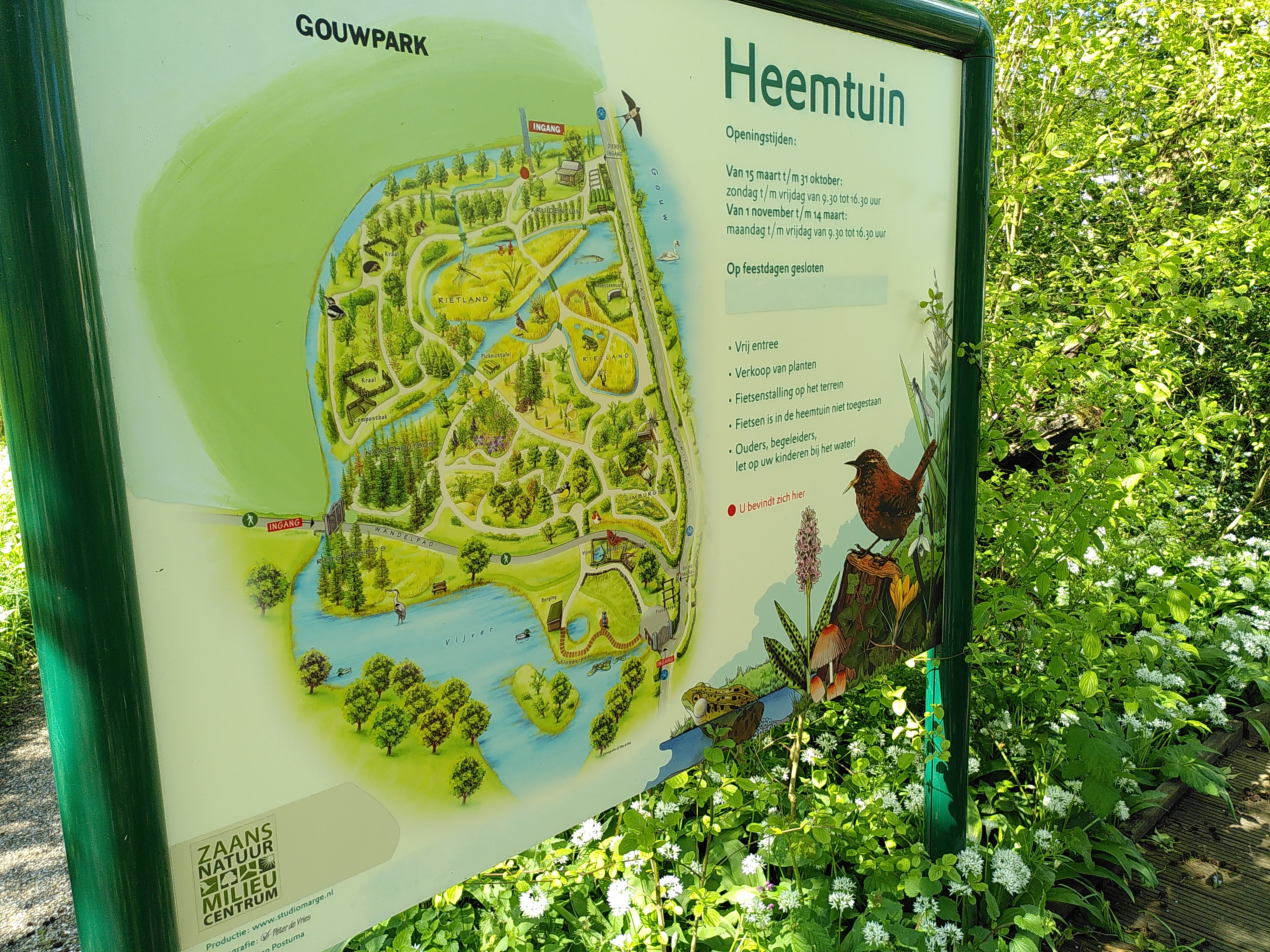
Informatiebord
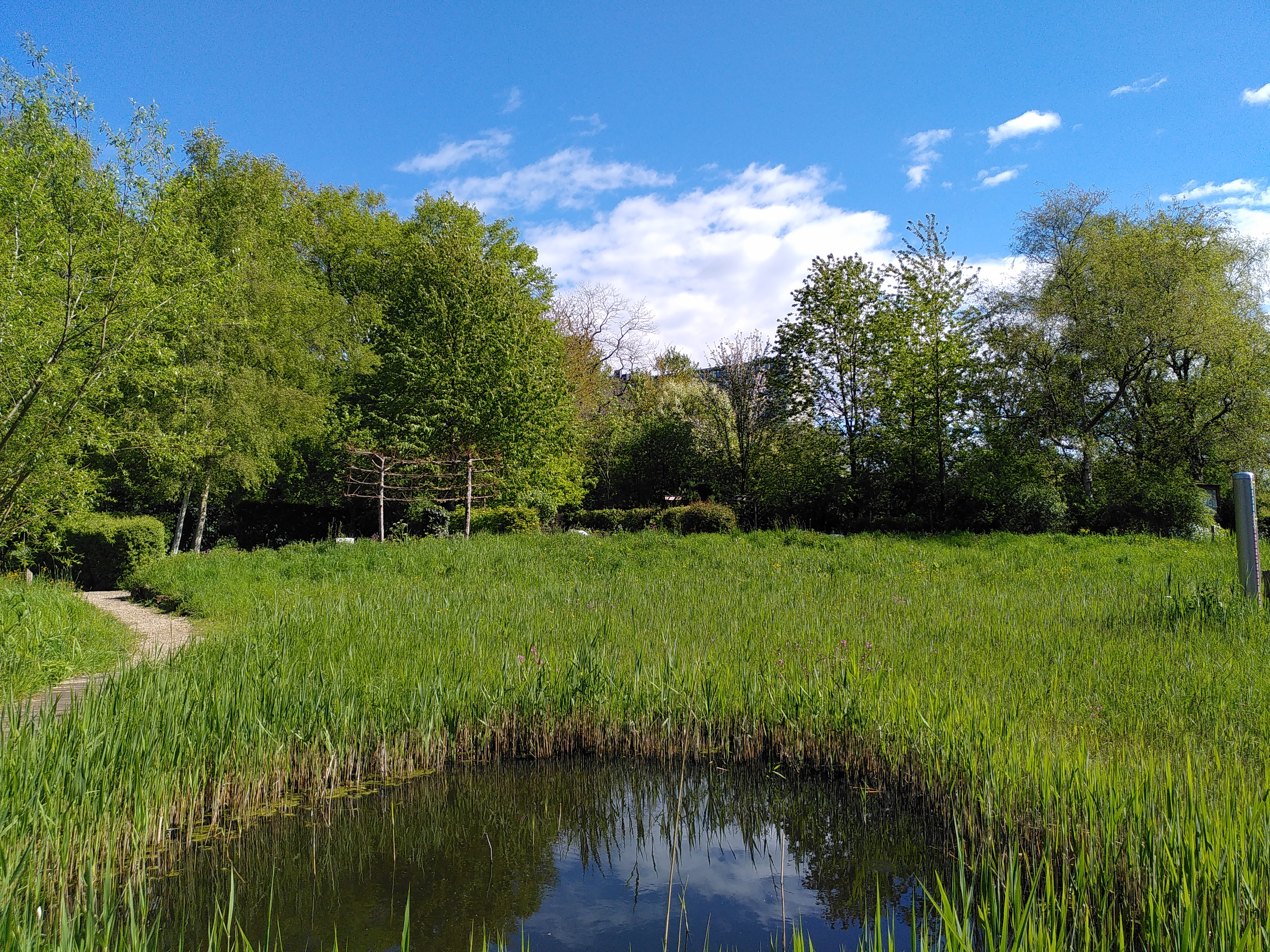
Vijver met rietland